# Lophocarpinia aculeatifolia
Lophocarpinia aculeatifolia là một loài thực vật có hoa trong họ Đậu. Loài này được (Burkart) Burkart miêu tả khoa học đầu tiên.